# Splenius
Splenius musklerne er:
- Splenius capitis
- Splenius cervicis

De udspringer i de øvre thorakale og nedre cervikale torntappe. De ekstenderer og ipsilateralt roterer hovedet og nakke.
| Anatomi | Spire Denne artikel om anatomi er en spire som bør udbygges. Du er velkommen til at hjælpe Wikipedia ved at udvide den. |